# Tauala
Tauala is een geslacht van spinnen uit de familie springspinnen (Salticidae).

## Soorten
De volgende soorten zijn bij het geslacht ingedeeld:
- Tauala alveolatus Wanless, 1988
- Tauala athertonensis Gardzinska, 1996
- Tauala australiensis Wanless, 1988
- Tauala daviesae Wanless, 1988
- Tauala elongata Peng & Li, 2002
- Tauala lepidus Wanless, 1988
- Tauala minutus Wanless, 1988
- Tauala splendidus Wanless, 1988